# Republic F-84 Thunderjet
El Republic F-84 Thunderjet fue un cazabombardero a reacción fabricado por la compañía estadounidense Republic Aviation. Fue creado para satisfacer un requerimiento de las Fuerzas Aéreas del Ejército de los Estados Unidos de 1944 de disponer de un caza diurno y voló por primera vez en 1946. Aunque entró en servicio en 1947, el Thunderjet sufrió tantos problemas estructurales y de motor que una revisión realizada por la Fuerza Aérea en 1948 lo declaró incapaz de ejecutar ninguna de las misiones para las que había sido creado, y se consideró cancelar el programa. El avión no fue considerado completamente operacional hasta que llegó el mejorado F-84D en 1949, y el diseño solo alcanzó su madurez con el modelo F-84G introducido en 1951. En 1954 entraron en servicio las variantes F-84F Thunderstreak de caza y RF-84F Thunderflash de reconocimiento, que cambiaron el diseño de ala recta del Thunderjet por el de ala en flecha.
El Thunderjet se convirtió en el principal avión de ataque de la Fuerza Aérea Estadounidense (USAF) durante la guerra de Corea, donde llevó a cabo 86 408 misiones y destruyó el 60 % de todos los objetivos terrestres del conflicto, así como ocho cazas MiG de fabricación soviética. Más de la mitad de los 7524 aviones F-84 producidos estuvieron en servicio en países de la OTAN, y fue la primera aeronave usada por el equipo de demostración USAF Thunderbirds. El Mando Aéreo Estratégico de la USAF mantuvo el F-84 Thunderjet en servicio desde 1948 hasta 1957.

## Diseño y desarrollo

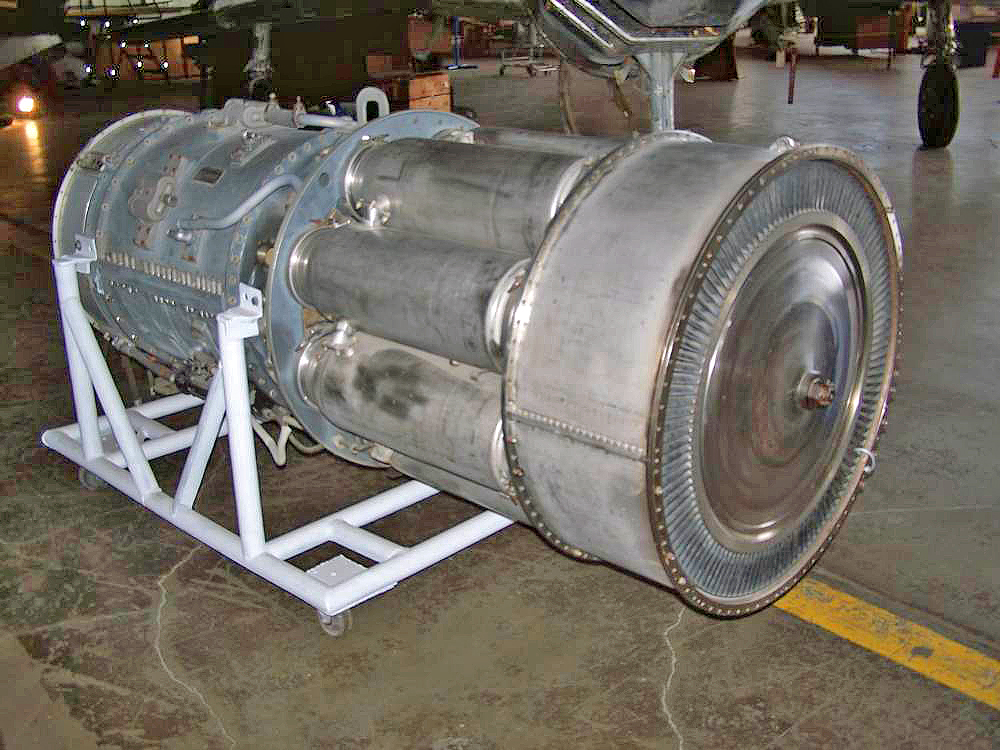
Motor Allison J35

En 1944, el diseñador jefe de Republic Aviation, Alexander Kartveli, comenzó a trabajar en un reemplazo de turborreactor para el caza P-47 Thunderbolt con motor de pistón. Los intentos iniciales de rediseñar el P-47 para acomodar un motor a reacción demostraron ser inútiles debido a la gran sección transversal de los primeros turborreatores de compresor centrífugo. En cambio, Kartveli y su equipo diseñaron un nuevo avión con un fuselaje aerodinámico ocupado en gran parte por un motor de turborreactor de compresor axial y combustible almacenado en alas bastante gruesas sin flecha. Sin embargo, los primeros F-84 secenfrentaron a problemas significativos derivados de su diseño: mantenimiento excesivo e inestabilidad debido a las alas gruesas y los depósitos de combustible inestables en las puntas de las alas.
El 11 de septiembre de 1944, las USAAF publicaron los Requisitos Operacionales Generales por un caza diurno con una velocidad máxima de 600 mph (521 kn, 966 km/h), un radio de combate de 705 millas (612 nmi, 1135 km) y un armamento de seis ametralladoras de 12,7 mm o cuatro de 15,2 mm. Además, el nuevo avión tenía que utilizar el turborreactor axial General Electric TG-180, que entró en producción como el Allison J35.
El 11 de noviembre de 1944, Republic recibió un pedido de tres prototipos del nuevo XP-84 (Model AP-23). Dado que el diseño prometía un rendimiento superior al del P-80 Shooting Star, construido por Lockheed, y Republic tenía una amplia experiencia en la construcción de cazas de un solo asiento, no se realizó ninguna competición por el contrato. El nombre Thunderjet fue elegido para continuar con la tradición de Republic Aviation que comenzó con el P-47 Thunderbolt, al tiempo que enfatizaba el nuevo método de propulsión. El 4 de enero de 1945, incluso antes de que el avión saliera al aire, las USAAF ampliaron su orden a 25 YP-84A de pruebas de servicio y 75 P-84B de producción (que luego se modificaron a 15 YP-84A y 85 P-84B).
Mientras tanto, las pruebas en el túnel de viento realizadas por el Comité Asesor Nacional para la Aeronáutica revelaron inestabilidad longitudinal y pandeos del recubrimiento del estabilizador a altas velocidades. El peso de la aeronave, una gran preocupación debido al bajo empuje de los primeros turborreactores, estaba creciendo tan rápidamente, que las USAAF tuvieron que establecer un límite de peso bruto de 13 400 lb (6080 kg). Los resultados de estas pruebas preliminares se incorporaron al tercer prototipo, denominado XP-84A, que también estaba equipado con un motor J35-GE-15 más potente con 4000 lbf (17,79 kN) de empuje.
El primer prototipo XP-84 fue transferido al Campo Aéreo del Ejército Muroc (la actual Base de la Fuerza Aérea Edwards), donde voló por primera vez el 28 de febrero de 1946 con el comandante Wallace A. "Wally" Lien en los controles. Se unió el segundo prototipo en agosto, volando ambos aviones con motores J35-GE-7 que producían 3745 lbf (16,66 kN). Los 15 YP-84A entregados en Patterson Field (la actual Base de la Fuerza Aérea Wright-Patterson) para las pruebas de servicio diferían de los XP-84 al tener un motor J35-A-15 actualizado, con seis ametralladoras M2 Browning de 12,7 mm (cuatro en el morro y una en cada raíz alar) y con provisión para llevar depósitos de combustible de punta de ala de 226 galones estadounidenses (856 l) cada uno.
Debido a los retrasos en la entrega de los motores a reacción y en la producción del XP-84A, el Thunderjet solo había realizado pruebas de vuelo limitadas cuando los P-84B de producción comenzaron a salir de la fábrica en 1947. En particular, el impacto de los depósitos de punta de ala sobre el manejo de la aeronave no fue estudiado a fondo. Esto resultó problemático más tarde.
Después de la creación de la Fuerza Aérea de los Estados Unidos por la Ley de Seguridad Nacional de 1947, la designación "Persecución" (Pursuit) fue reemplazada por "Caza" (Fighter), y el P-84 se convirtió en el F-84.
Los F-84 fueron asignados a las 27.ª Ala de Combate, 27.ª Ala de Escolta de Combate, 27.ª Ala de Combate Estratégica, 31.ª Ala de Escolta de Combate, 127.ª Ala de Combate Diurno, 127.ª Ala de Escolta, 127.ª Ala Estratégica de Combate, 407.ª Ala Estratégica de Cazas y a la 506.ª Ala Estratégica de Cazas del Mando Aéreo Estratégico desde 1947 hasta 1958.

## Historia operacional

### F-84B
El F-84B, que se diferenciaba del YP-84A por tener ametralladoras M3 de disparo más rápido, comenzó a funcionar con el 14.º Grupo de Combate en Dow Field, Bangor (Maine), en diciembre de 1947. Las restricciones de vuelo siguieron de inmediato, limitando la velocidad máxima a Mach 0,8 debido a la reversión de controles y limitando la aceleración máxima a 5,5 g (54 m/s²) debido a la arruga del recubrimiento del fuselaje. Para agravar el problema, la escasez de piezas y las dificultades de mantenimiento hicieron que el avión se ganara el apodo de "Pesadilla del Mecánico". El 24 de mayo de 1948, toda la flota del F-84B fue inmovilizada en tierra debido a fallos estructurales.

### F-84D
Una revisión de 1948 de todo el programa del F-84 descubrió que ninguno de los aviones F-84B o F-84C podría considerarse plenamente operativo o capaz de ejecutar satisfactoriamente ningún aspecto de su misión prevista. 
Republic lo sabía y respondió con el F-84D, que mejoraba la robustez de los largueros del ala, revisaba los depósitos de combustible e incluía además un asiento eyectable y un motor J-35A-17 mejorado. El F-84 superaba al F-80 Shooting Star en velocidad, alcance y poder de disparo. Pero su diseño de alas rectas limitaba su velocidad y agilidad, siendo inferior a cazas como el F-86 Sabre y el MiG-15.
La USAF salvó el programa F-84 de la cancelación gracias alF-84D, cuya producción estaba ya en marcha. Este modelo había abordado satisfactoriamente los fallos principales. Un vuelo cara a cara contra el F-80 reveló que, si bien Shooting Star tenía una carrera de despegue más corta, una mejor velocidad de ascenso a baja altitud y una maniobrabilidad superior, el F-84 podía llevar una mayor carga de bombas, era más rápido, tenía mejor rendimiento en altitudes elevadas y mayor alcance. Como medida temporal, la USAF, en 1949, invirtió 8 millones de dólares para implementar más de 100 mejoras a todos los F-84B, especialmente reforzando las alas. A pesar de las mejoras resultantes, el F-84B fue retirado del servicio activo en 1952.
El F-84C presentaba un motor J35-A-13 algo más fiable y tenía algunos refinamientos de ingeniería. Siendo virtualmente idéntico al F-84B, el modelo C sufrió los mismos defectos y se sometió a un programa de actualización estructural similar en 1949. Todos los F-84C fueron también retirados del servicio activo en 1952.
Las mejoras estructurales se implementaron directamente en fábrica en el F-84D, que entró en servicio en 1949. Las alas se recubrieron con una piel de aluminio más gruesa, el sistema de combustible fue preparado para el invierno y era capaz de usar combustible JP-4. Se instaló un motor J35-A-17D más potente con 5000 lbf (22,24 kN). Se descubrió que los depósitos de combustible de punta de ala no probados contribuían a fallos estructurales del ala, al inducir una torsión excesiva durante las maniobras de "g" altas. Para corregir esto, se agregaron pequeñas aletas triangulares al exterior de los tanques. El F-84D fue retirado del servicio de la USAF en 1952 y dejó el servicio de la Guardia Nacional Aérea (ANG) en 1957.

### F-84E
El primer Thunderjet efectivo y totalmente capaz fue el modelo F-84E, que entró en servicio en 1949. El avión incluyó el motor J35-A-17, un refuerzo adicional del ala, una extensión de fuselaje de 12 pulgadas (305 mm) delante de las alas y 3 pulgadas (76 mm) por detrás de ellas para agrandar la cabina de vuelo y la bodega de aviónica, una mira A-1C con radar APG-30, y la provisión de un par de depósitos adicionales de combustible de 230 galones (870 l) para ser llevados en soportes subalares. Esto último aumentó el radio de combate de 850 a 1000 millas (740 a 870 millas náuticas; 1370 a 1610 km).
Una mejora en el diseño original del F-84 fue en los soportes de cohetes, que se plegaban al ras con el ala después de que se lanzaran los cohetes HVAR de 5 pulgadas, lo que reducía la resistencia respecto a los soportes de montaje fijo más antiguos. Esta innovación fue adoptada por otros bombarderos a reacción de los Estados Unidos.
A pesar de las mejoras, la operatividad del F-84E siguió siendo baja, con menos de la mitad de las aeronaves en operación en un momento dado. Esto se debió principalmente a una grave escasez de repuestos para los motores Allison. La expectativa era que los F-84E volarían 25 horas por mes, acumulando 100 horas entre revisiones del motor. Las horas de vuelo reales para los despliegues de la guerra de Corea y la OTAN superaron rápidamente el suministro y la capacidad de Allison para fabricar nuevos motores. El F-84E se retiró del servicio de la USAF en 1956, permaneciendo con las unidades de la ANG hasta 1959.
Los F-84E se desplegaron en Corea. Su misión inicial era escoltar a los bombarderos B-29. Los enfrentamientos con los MiG-15 comenzaron en enero de 1952, dejabdo claro la inferioridad del F-84 en altitudes elevadas. Esto llevó a un cambio en las tácticas, relegando al F-84 a misiones de ataque a tierra. Así el F-84 jugó un papel crucial en operaciones de ataque a tierra, contribuyendo significativamenteb a la guerra con el empleo de 60 000 toneladas de bombas y napalm. Su robustez fue clave para resistir el denso fuego antiaéreo comunista. En junio de 1952 docenas de F-84 participaron en la destrucción de la presa de Sui-ho, que buscaba acabar con la infraestructura eléctrica de Corea del Norte.

### F-84G
El F-84 de ala recta definitivo fue el F-84G, que entró en servicio en 1951. La aeronave introdujo un receptáculo de repostaje de brazo en el ala izquierda, piloto automático, sistema de aterrizaje por instrumentos, motor J35-A-29 con 5560 lbf (24,73 kN) de empuje, una cubierta enmarcada distintiva (también actualizada a los modelos anteriores), y la capacidad de llevar una sola bomba nuclear Mark 7. El F-84G fue retirado de la USAF a mediados de los años sesenta.
Sobre el estrecho de Taiwán, los F-84G de la Fuerza Aérea de la República de China (ROCAF) demostraron estar a la altura contra MiG-15 chinos, pero se encontraron en desventaja frente a los más modernos MiG-17 que aparecieron en la Segunda Crisis del Estrecho de Taiwán.
A principios de la década de 1960, el avión fue desplegado en combate real por la Força Aérea Portuguesa (FAP) durante la Guerra colonial portuguesa en África. Para 1972, los cuatro aviones F-84 operativos complementaban a la FAP en Angola.

### Volar del Thunderjet
Típico de la mayoría de los primeros reactores, las prestaciones al despegue del Thunderjet dejaban mucho que desear. En los veranos calurosos de Corea con una carga de combate completa, el avión requería rutinariamente 10 000 pies (3000 m) de pista para el despegue, incluso con la ayuda de botellas RATO (se llevaban dos o cuatro de ellas, cada una producía 1000 lbf (4,4 kN) de empuje durante 14 segundos). Todos, excepto el avión principal, tenían su visibilidad oculta por el denso humo de los cohetes. Los primeros F-84 tenían que despegar a 160 mph (140 kn, 260 km/h) con la palanca de control retenida completamente. Los aterrizajes se realizaban a una velocidad similar; en comparación, el P-51 Mustang estadounidense aterrizaba a aproximadamente 120 mph (100 kn, 190 km/h). A pesar de las velocidades de aterrizaje "calientes", el Thunderjet era fácil de pilotar con instrumentos y los vientos cruzados no presentaban muchos problemas.
Gracias al ala recta y gruesa, el Thunderjet alcanzaba rápidamente su límite de Mach 0,82 con aceleración máxima y baja altitud. El avión tenía suficiente potencia para volar más rápido, pero al exceder el límite de Mach a bajas altitudes, se producía un violento levantamiento y un fallo estructural que provocaba que las alas se rompieran. Por encima de los 15 000 pies (4600 m), el F-84 podría volar más rápido, pero a expensas de una fuerte vibración. Sin embargo, la velocidad fue lo suficientemente fácil de controlar para hacer posible un bombardeo seguro desde 10 000 pies (3000 m). La limitación de la velocidad máxima resultó problemática para los MiG-15 soviéticos del fabricante Mikoyan-Gurevich en Corea. Más lento que el MiG, el F-84 tampoco podía girar con fuerza con una carga máxima de giro instantáneo de solo 3 g, seguido de una rápida pérdida de velocidad. Un piloto del F-84E acreditado con dos derribos de MiG, logró su segunda victoria intencionalmente haciendo entrar su avión en pérdida. Los MiG que lo perseguían no pudieron seguir la violenta maniobra y uno se estrelló contra el suelo. Afortunadamente para el piloto del F-84E, el avión no se desintegró, pero la estructura del avión sufrió fuertes deformaciones. El F-84 era una plataforma de armas estable y el punto de vista de la computación ayudó a la precisión de las armas y los bombardeos. Los pilotos elogiaron la aeronave por la resistencia legendaria del Republic.
Los pilotos apodaron al Thunderjet como "The Lead Sled" (El Trineo de Plomo). También fue llamado "The Iron Crowbar" (La Palanca de Hierro), "a hole sucking air" (Un agujero que aspira aire), "The Hog" ("The Groundhog" (La Marmota)) y "The World's Fastest Tricycle" (El triciclo más rápido del mundo), "Ground Loving Whore" (La Perra que Ama la Tierra) como testimonio de sus largas carreras de despegue. El saber popular del F-84 aseguraba que todas las aeronaves estaban equipadas con un dispositivo "olfativo" que, al pasar V2, buscaba la suciedad al final de la pista. Tan pronto como el dispositivo podía oler la suciedad, los controles se encenderían y dejarían al piloto dejar el suelo. En el mismo sentido, se sugirió que se debería llevar una bolsa de tierra en el hueco del tren de aterrizaje delantero. Al alcanzar la V2, el piloto arrojaría la suciedad debajo de las ruedas, engañando al dispositivo olfativo.

### Guerra de Corea
El Thunderjet tuvo un distinguido récord durante la guerra de Corea. Aunque los F-84B y F-84C no pudieron implementarse debido a que sus motores J35 tenían una vida útil de solo 40 horas, los F-84D y F-84E entraron en combate con el 27th Fighter Escort Group el 7 de diciembre de 1950, encargado de escoltar a los bombarderos B-29 Superfortress. La primera victoria aire-aire de Thunderjet se anotó el 21 de enero de 1951 a costa de la pérdida de dos F-84. El F-84 era de una generación anterior a la del Mikoyan-Gurevich MiG-15 soviético de ala en flecha y fue superado, especialmente cuando los MiG eran pilotados por pilotos más experimentados, y la misión anti MiG fue entregada al F-86 Sabre. Al igual que sus famosos predecesores, el P-47 y P-51, el F-84 producido por Republic cambió al rol de ataque al suelo, en el que se destacó, pasando el testigo de la supremacía aérea a un avión producido por North American, el F-86.
El F-84 voló un total de 86 408 misiones, arrojando 55 586 toneladas (50 427 toneladas métricas) de bombas y 6129 toneladas (5560 toneladas métricas) de napalm. La USAF afirmó que los F-84 fueron responsables del 60 % de todos los objetivos terrestres destruidos en la guerra. Las operaciones notables de F-84 incluyeron el ataque de 1952 en la presa de Sui-ho. Durante la guerra, el F-84 se convirtió en el primer caza de la USAF en utilizar el reabastecimiento de combustible en vuelo, lo cual permitió a los F-84 operar desde bases en Japón para misiones sobre Corea. En combate aéreo, los pilotos del F-84 fueron acreditados con 8 derribos de MiG-15, contra una pérdida reclamada por los soviéticos de 64 aviones. Las pérdidas totales fueron 335 modelos F-84D, E y G. De ellos 135 cayeron a causa del fuego antiaéreo. Los estadounidenses sólo reconocieron 18 derribos por MiG. La experiencia de Corea dejó claro tanto las fortalezas como las debilidades del F-84 en combate real.

### Guerra portuguesa en ultramar

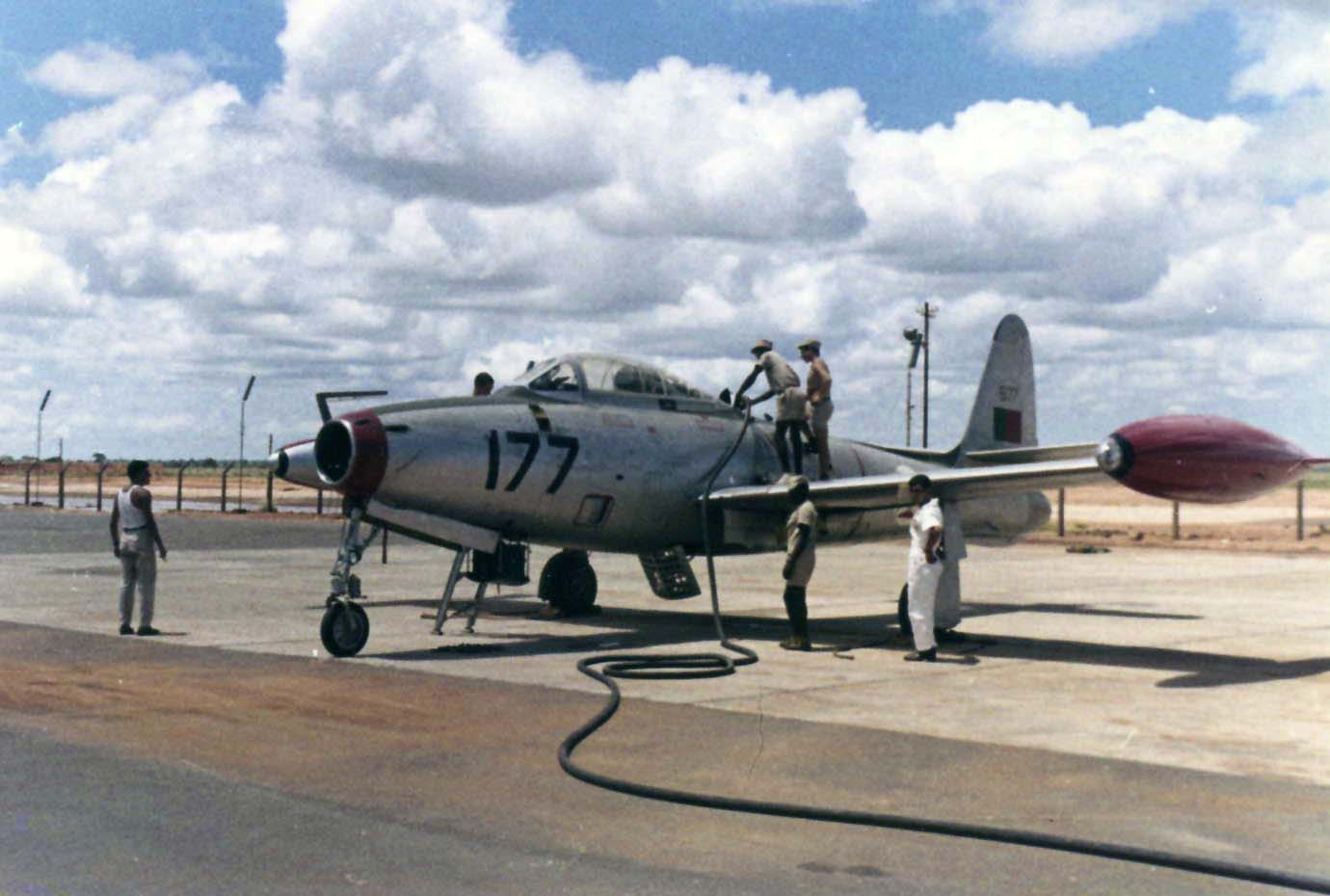
Republic F-84 Thunderjet de la Fuerza Aérea Portuguesa.

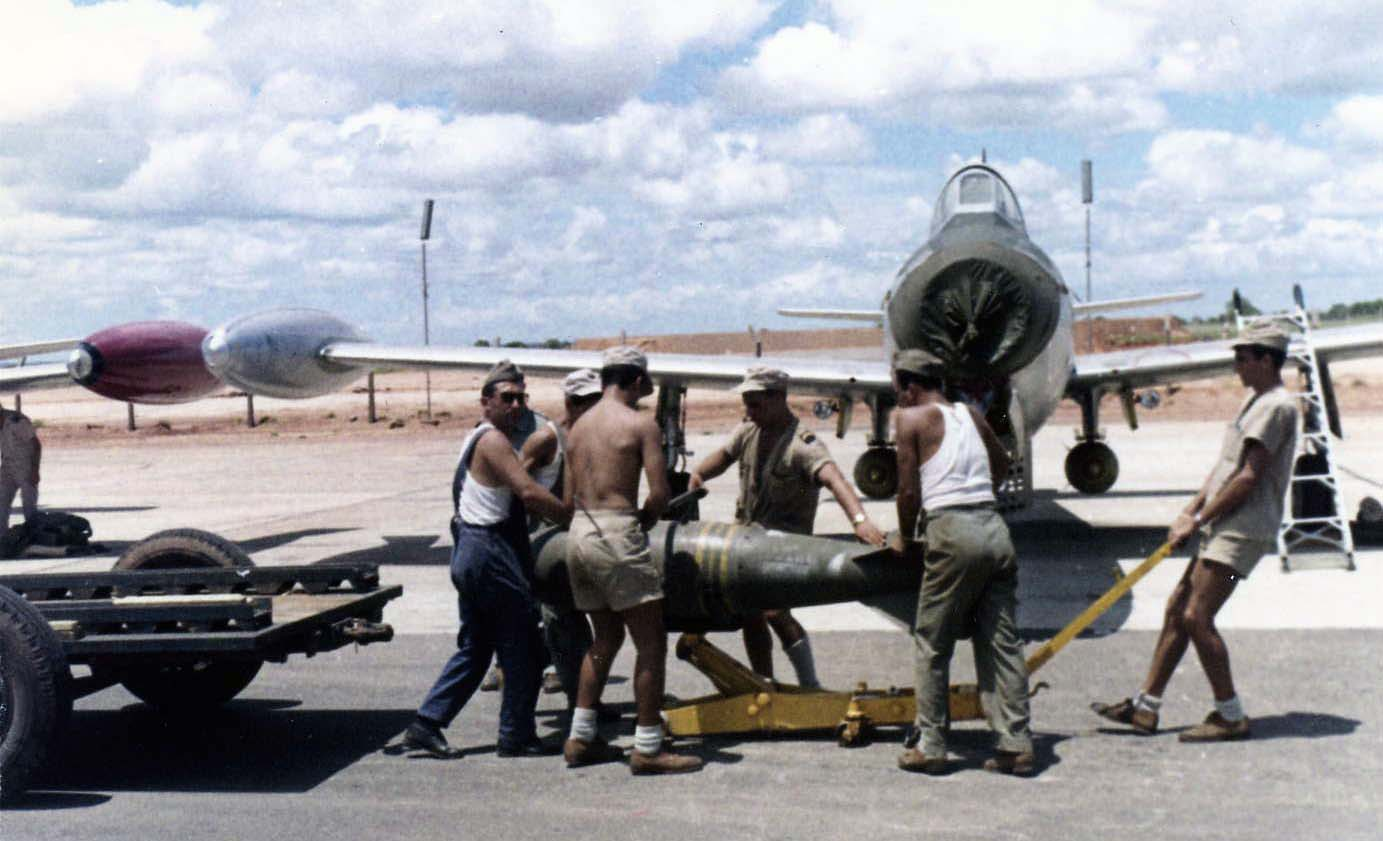
Armando un F-84 de la Fuerza Aérea Portuguesa.

El 15 de marzo de 1961 un grupo independentista, la UPA, con base en el recién independizado Congo inició la lucha armada. La Fuerza Aérea Portuguesa buscaba un avión con más potencia de fuego para ayudar a aplastar a los rebeldes y restablecer el orden en el norte de Angola. Los P2V Harpoon eran pocos y demasiado viejos. Se enviaron primero algunos T-6G Texan armados con ametralladoras de 7,5 mm, cohetes de 37 mm y bombas para prestar apoyo al ejército. 
Portugal había recibido 120 F-84G desde 1953 bajo el Programa de Asistencia de Defensa Mutua (MDAP). En 1958 habían sido reemplazados por el F-86F Sabre como principal avión de combate de Portugal. El embargo de armas impuesto a Portugal obligó a echar mano del F-84G, que era todavía muy útil para el ataque al suelo, especialmente en un entorno permisivo sin amenaza apreciable de artillería antiaérea cómo África. Pero los motores Allison J35 necesitaban urgentemente ser sustituidos si los aviones iban a ser empleados en misiones de ataque en Angola. Portugal compró a EE. UU. sus F-84 y así puso fin a las restricciones del MDAP para hacer posible su envío a África. Además pudo adquirir un gran suministro de motores J35 con cero horas de una empresa estadounidense, sin objeciones de las autoridades. 
Una docena de F-84G llegaron a Luanda en junio de 1961 en barco. Con ellos se formó la nueva Esquadra 93, apodada "Os Magníficos". Su primer vuelo tuvo lugar el 17 de agosto, cuando su comandante, el mayor Costa Gomes, y su copiloto sobrevolaron el centro y playas de Luanda. Portugal anunciaba así que pronto entrarían en acción contra los rebeldes en el norte de Angola. El alto mando de las fuerzas aéreas en Angola identificó las bombas de 500 libras y de napalm de 350 litros como las armas más efectivas contra los combatientes rebeldes.
El bautismo de fuego del F-84 llegó el 25 de agosto de 1961. El 19 de septiembre la Escuadra 93 apoyó el lanzamiento de paracaidistas, pero armados con bombas inadecuadas de 100 libras. Las armas adecuadas escaseaban y en Luanda sólo se tenían 110 bombas de napalm de 350 litros y 90 bombas de 500 libras, suficientes para unos 15 días de operaciones de los F-84G y Harpoon.
En 1962, la Fuerza Aérea Portuguesa envió 13 de sus F-84G restantes a Angola. Allí reforzaron la Escuadra 93. A partir de entonces los F-84 se involucraron en el Teatro Angoleño de la guerra de Ultramar de Portugal, principalmente en misiones de ataque aéreo contra las guerrillas.
Durante los primeros cuatro años los F84 volaron más de 2000 misiones de apoyo cercano y reconocimiento armado al año. Su uso medio mensual de bombas fue de unos 50 en este periodo, sumado a unos 200 cohetes de 2,75 pulgadas y 86 000 cartuchos de calibre 12,75 mm. Las 6 ametralladoras de los F-84 se cargaban en cada salida. Los tanques de punta de ala originales fueron sustituidos en Angola por otros más grandes, inspirados en los de los Lockheed T-33. En 1965 se envió un destacamento de F-84 a Beira, en Mozambique, como medida de precaución ante la declaración de independencia de Rhodesia. 
Los F-84G volaron alrededor de 200 misiones de combate al año entre 1968 y 1972. La Escuadra 93 voló su última misión de combate, una salida de reconocimiento armado, en 1973. El F-84 era ya viejo y cada vez más caro de mantener. Irónicamente su sustituto en la Escuadra 93 era aún más veterano, el Douglas B-26 Invader. Los últimos F-84 se mantuvieron en Angola hasta 1974. Cuando en 1975 Angola declaró su independencia 4 F-84G olvidados en Luanda fueron cedidos por Portugal al  nuevo país.

### Guerra aérea sobre el estrecho
En 1953 llegaron los primeros F-84 a Taiwán. Los F-84G se utilizaron para incursiones contra China continental en los enfrentamientos de 1955, entablando combate con los MiG-15 en diversas ocasiones.
Poco después de los ataques chinos de 1955 se comenzó a entregar cazas modernos a la fuerza aérea de Taiwán, incluidos F-84G Thunderjet adicionales y los primeros F-86F Sabres.
Durante la crisis de 1958 Taiwán lanzó ataques contra buques chinos y operaciones de reconocimiento sobre el continente. Estas primeras misiones fueron realizadas por F-84G y RF-84F, escoltados por F-86 Sabre. Se desconocía que China tuviera cazas MiG-17 hasta que el 29 de julio 4 MiG-17 del 54.º regimiento de la 18.ª división interceptaron 3 F-84G sobre Sha Tou. Después de tres minutos de combate aéreo 2 F-84 fueron derribados y otro dañado. La Fuerza Aérea de Taiwán continuó volando misiones de reconocimiento sobre el continente, y en agosto sus RF-84F fotografiaron una acumulación de MiG-17 en los aeropuertos de Chenghai y de Liencheng.

### Logros notables

F-84 Thunderjet (USAF Thunderbirds).

El F-84 fue el primer avión volado por los Thunderbirds de la Fuerza Aérea de los Estados Unidos, que operaron los F-84G Thunderjets de 1953 a 1955 y los F-84F Thunderstreaks de 1955 a 1956. El F-84E también fue volado por el equipo de Skyblazers de las Fuerzas aéreas de Europa (USAFE) desde 1950 hasta 1955.
- El 7 de septiembre de 1946, el segundo prototipo XP-84 estableció un récord nacional de velocidad de 607,2 mph (527,6 kn, 977,2 km/h), un poco más lento que el récord mundial de 612,2 mph (532,0 kn, 985,2 km/h) en poder del británico Gloster Meteor.
- El 22 de septiembre de 1950, dos EF-84E, volados por David C. Schilling y el coronel William Ritchie, volaron a través del Atlántico Norte desde Gran Bretaña a los Estados Unidos. El avión de Ritchie se quedó sin combustible en Terranova, pero el otro logró el cruce que duró diez horas y dos minutos, y con tres reabastecimientos aéreos. El vuelo demostró que un gran número de cazas podían moverse rápidamente a través del Atlántico.
- El F-84G fue el primer caza con capacidad de repostaje aéreo incorporado y el primer avión de un solo asiento capaz de llevar una bomba nuclear.
- El 20 de agosto de 1953, 17 F-84G con reabastecimiento de combustible aéreo volaron de los Estados Unidos al Reino Unido. El viaje de 4485 millas (3900 millas náuticas, 7220 km) fue el vuelo sin escalas más largo jamás realizado por aviones de combate.
- En 1955, un F-84G se convirtió en el primer avión en lanzarse desde un remolque de longitud cero.

A mediados de la década de 1960, el F-84/F-84F fue reemplazado por el F-100 Super Sabre y el RF-84F por el RF-101 Voodoo en las unidades de la USAF, siendo relegados al servicio en la Guardia Aérea Nacional. El último F-84F Thunderflash se retiró de la ANG en 1971. Tres RF-84F de la Fuerza Aérea Helénica que se retiraron en 1991 fueron los últimos F-84 operacionales.

## Variantes

### Variantes de ala recta

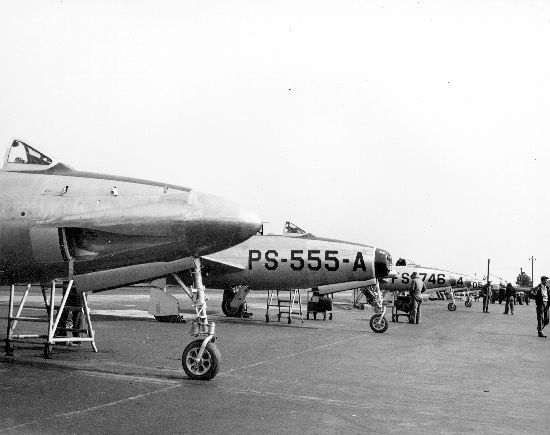
El XP-84A (en primer plano) y varios YP-84A.

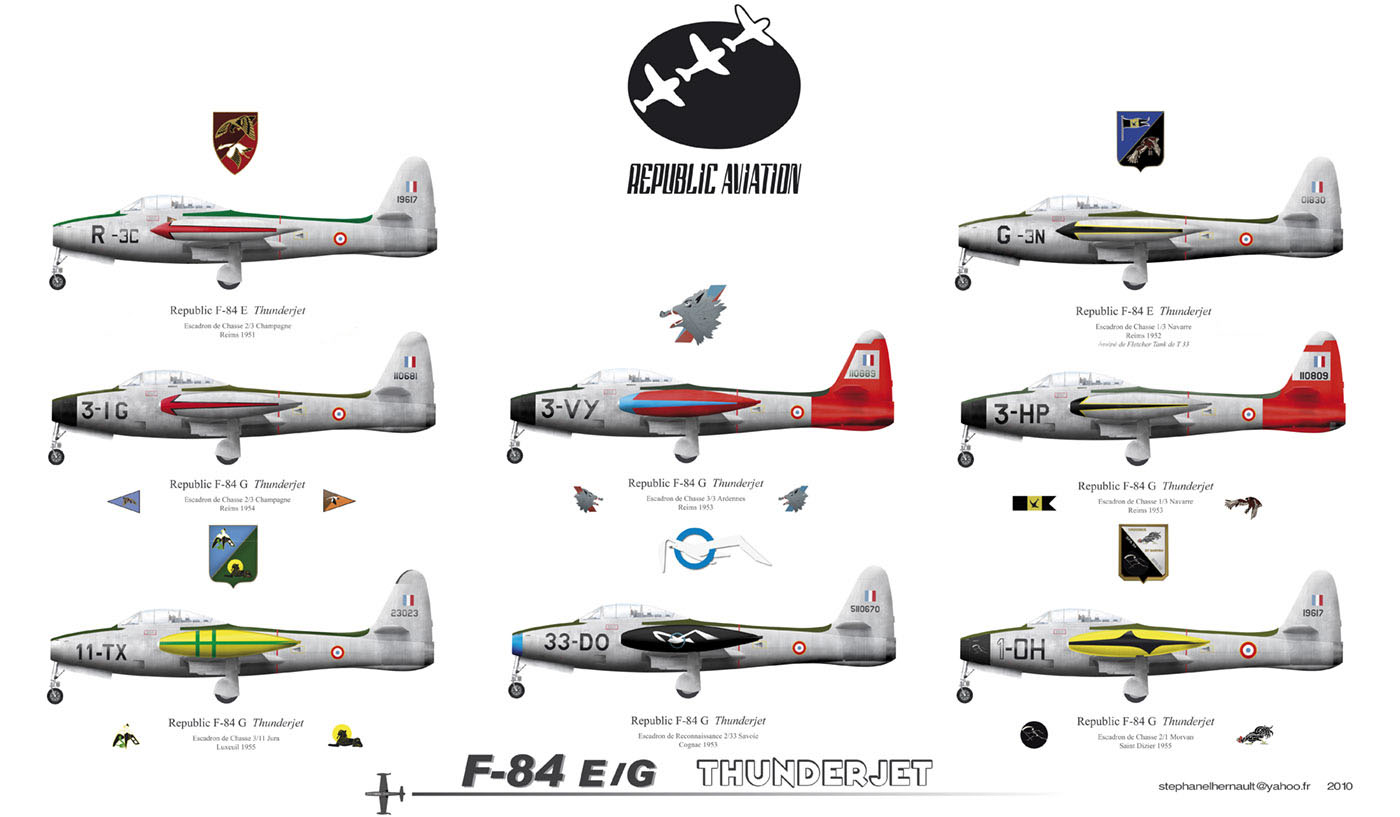
F84 E/G Thunderjet de la Fuerza Aérea Francesa, 1951–1955.

XP-84
Los primeros dos prototipos.
XP-84A
El tercer prototipo con un motor J35-GE-15 más potente. Esta célula fue modificada posteriormente con un carenado puntiagudo sobre la toma de aire y fueron instaladas tomas laterales NACA.
YP-84A
Aviones de pruebas de servicio; 15 construidos.
P-84B (F-84B)
Primera versión de producción, motor J35-A-15; 226 construidos.
F-84C
Revertido al más fiable motor J35-A-13, sistemas de combustible, hidráulico y eléctrico mejorados; 191 construidos.
F-84D
Motor J35-A-17, varias mejoras estructurales. El tubo pitot fue movido desde la aleta de cola al difusor de la toma de aire, con aletas añadidas a los depósitos de combustible de punta alar; 154 construidos.
EF-84D
Dos F-84D, EF-84D 48-641 y 48-661, fueron modificados con mecanismos de acoplamiento; el 641 en el ala de estribor, el 661 en el ala de babor para los "Experimentos de Acople de Ala MX106 (Tip-Tow Project)". Un EB-29A 44-62093 fue modificado con mecanismos de acoplamiento en ambas alas. Debido a la diferencia en las longitudes de los trenes de aterrizaje, los tres aviones despegaban separadamente y se acoplaban/desacoplaban en vuelo. El piloto del 641 fue el Comandante John M. Davis y el piloto del 661 fue el Comandante C.E. "Bud" Anderson.
"Uno de los más interesantes experimentos acometidos para extender el alcance de los primeros reactores con la intención de dar protección de caza a los bombarderos de motor de pistón, fue la provisión de acoplamiento/desacoplamiento de un caza al bombardero vía conexiones de punta de ala. Uno de los varios programas durante estos experimentos fue realizado con un B-29 nodriza y dos "niños" F-84D, y se le dio el nombre en código "Tip Tow". Se realizaron una serie de vuelos, con varios ciclos exitosos de acoplamiento y desacoplamiento, usando, primero uno, y luego dos F-84. Los pilotos de los F-84 mantenían el control manual mientras estaban acoplados, con el eje de giro mantenido con el movimiento del elevador en lugar de con el movimiento de los alerones. Los motores de los F-84 se apagaban para ahorrar combustible durante el "remolcado" del nodriza, y los reencedidos de motor en vuelo se realizaron con éxito. El experimento acabó en desastre durante el primer intento de proporcionar control de vuelo automático a los F-84, cuando aparentemente falló la electrónica. El F-84 de la izquierda rotó contra el ala del B-29, y ambos aviones conectados se estrellaron con la pérdida de todo el personal a bordo (Anderson se había desacoplado y no se estrelló con los otros dos aviones)".
F-84E
Motor J35-A-17D, mira de telémetro radar Sperry AN/APG-30, fijaciones retráctiles para botellas RATO, los soportes alares interiores se hicieron "húmedos" para permitir llevar un par adicional de depósitos de combustible de 870 l. La mayoría de los aviones fueron reequipados con cubiertas reforzadas del estilo del F-84G. El fuselaje fue alargado 0,38 m, la cubierta lo fue 0,2 m, la estructura de la cubierta fue alargada 0,3 m (teniendo en cuenta otro 0,1 m), y fue añadido un panel de unión de 0,08 m en la parte trasera de la cubierta. El alargamiento no fue realizado para agrandar la cabina, sino para habilitar un depósito de combustible mayor, proporcionar espacio adicional para equipo debajo de la cubierta detrás del asiento del piloto, y para mejorar la aerodinámica. Esto se puede distinguir de modelos anteriores por la presencia de dos respiraderos de combustible en el fuselaje trasero ventral, el radar añadido en el difusor del morro, y el tubo pitot movido hacia abajo desde la altura media del difusor (como en el F-84D) para despejar la instalación de radar. El F-84E 49-2031 fue un avión de pruebas para misiles aire-aire. El F-84E 50-1115 fue un avión de pruebas para el proyecto FICON.
EF-84E
Dos F-84E fueron convertidos en prototipos de pruebas, para probar varios métodos de repostaje aire-aire. El EF-84E 49-2091 fue usado como avión de pruebas de sonda y cesta. La sonda estaba a mitad de envergadura en el ala de babor. Los aviones de producción con sondas (desmontables) tenían la sonda añadida a los depósitos auxiliares alares. El EF-84E 49-2115 fue usado como un avión de pruebas FICON con un B-36 nodriza. Los EF-84E 49-1225 y 51-634 fueron aviones de pruebas para la versión de experimentos ZELMAL (Zero-length launch, Mat landing) como defensa de punto, usando el cohete acelerador del misil de crucero MGM-1 Matador.
F-84G
Cazabombardero monoplaza capaz de lanzar la bomba nuclear Mark 7, usando el LABS, motor J35-A-29, piloto automático, capaz de reabastecimiento en vuelo usando la pértiga (receptáculo en el borde de ataque del ala izquierda) y cesta (sonda añadida a los depósitos de combustible de punta alar), introdujo la cubierta de varios marcos que fue más tarde reinstalada a los anteriores F-84 de ala recta. Fueron construidos un total de 3025 (1936 para la OTAN bajo el programa MDAP). El mayor motor tenía un flujo mayor en su empuje de despegue que para el que había sido diseñada la toma de aire. Esto causaba mayores velocidades de flujo, aumentando las pérdidas de presión y la pérdida de empuje. Comenzando en el lote 20, se añadieron puertas de "aspiración" auxiliares por delante del borde de ataque alar para recuperar parte de la pérdida de empuje. A altas rpm del motor y bajas velocidades del avión, como en el despegue, las puertas de resorte eran abiertas por succión por el vacío parcial creado en el conducto. Cuando el avión alcanzaba suficiente velocidad, la presión aumentaba en el conducto y cerraba las puertas auxiliares. El F-84G 51-1343 fue modificado con un sistema de periscopio para probar la instalación de periscopio propuesta para el Republic XF-103.
F-84KX
Ochenta F-84B ex USAF convertidos en blancos aéreos para la Armada de los Estados Unidos.
RF-84G
F-84G Thunderjet convertidos por Francia y Yugoslavia para realizar tareas de reconocimiento con cámaras en el fuselaje ventral y depósitos alares auxiliares modificados.
YF-96A aka YF-84F aka YRF-84K
F-84E 49-2430 convertido a configuración de ala en flecha. El "primer prototipo" del F-84F Thunderstreak. Cubierta y freno de velocidad ventral traspasado desde el Thunderjet. Originalmente con parabrisas en V, más tarde revertido al parabrisas plano estándar del Thunderjet. Modificado añadiendo un gancho fijo en la bodega de bombas y plano de cola horizontal con ángulo negativo para realizar pruebas FICON (de captura de trapecio) con un nodriza GRB-36D. La célula podía alcanzar mayores velocidades que las que el motor del Thunderjet podía proporcionar. El YF-84F era una continuación con motor mayor y fuselaje profundizado.
YF-84F
F-84G 51-1344 convertido a configuración de ala en flecha. El "segundo prototipo" del F-84F Thunderstreak. Fuselaje profundizado 18 centímetros para acomodar un motor mayor. Cubierta y freno de velocidad ventral traspasado desde el Thunderjet, configuración de cola igual que la del YF-96A.
YF-84F aka YRF-84F
F-84G 51-1345 convertido a configuración de ala en flecha con morro puntiagudo y tomas de aire laterales. Esta era una célula de pruebas para evaluar los efectos de mover las tomas de aire a las raíces alares. Como el 1344, el fuselaje fue profundizado 18 cm para acomodar un motor mayor. Cubierta y freno de velocidad ventral traspasado desde el Thunderjet, configuración de cola igual que la del YF-96A. Para las versiones de ala en flecha de la serie F-84, ver Republic F-84F Thunderstreak.
Tip-Tow
Ver EF-84D más arriba, no llegó a ser operativo. Ver el proyecto FICON.
Tom-Tom
Experimento de dos RF-84K y un B-36 de acoplamiento alar, no llegó a ser operativo. Ver el proyecto FICON.
FICON
Sistema de trapecio de F-84E y GRB-36D, llegó a ser operativo. Ver el proyecto FICON.

### Variantes de ala en flecha
YF-84F
Dos prototipos de ala en flecha del F-84F, inicialmente designados YF-96A.
F-84F Thunderstreak
Versión de ala en flecha con motor Wright J65.
RF-84F Thunderflash
Versión de reconocimiento del F-84F, 715 construidos.
RF-84K proyecto FICON
Versión de reconocimiento del modelo F, 25 construidos para pender del Consolidated B-36 Peacemaker.
XF-84H Thunderscreech
Versión turbohélice supersónica experimental.
YF-84J
Dos conversiones con motor General Electric J73.

## Operadores
Alemania
- Luftwaffe

 Bélgica

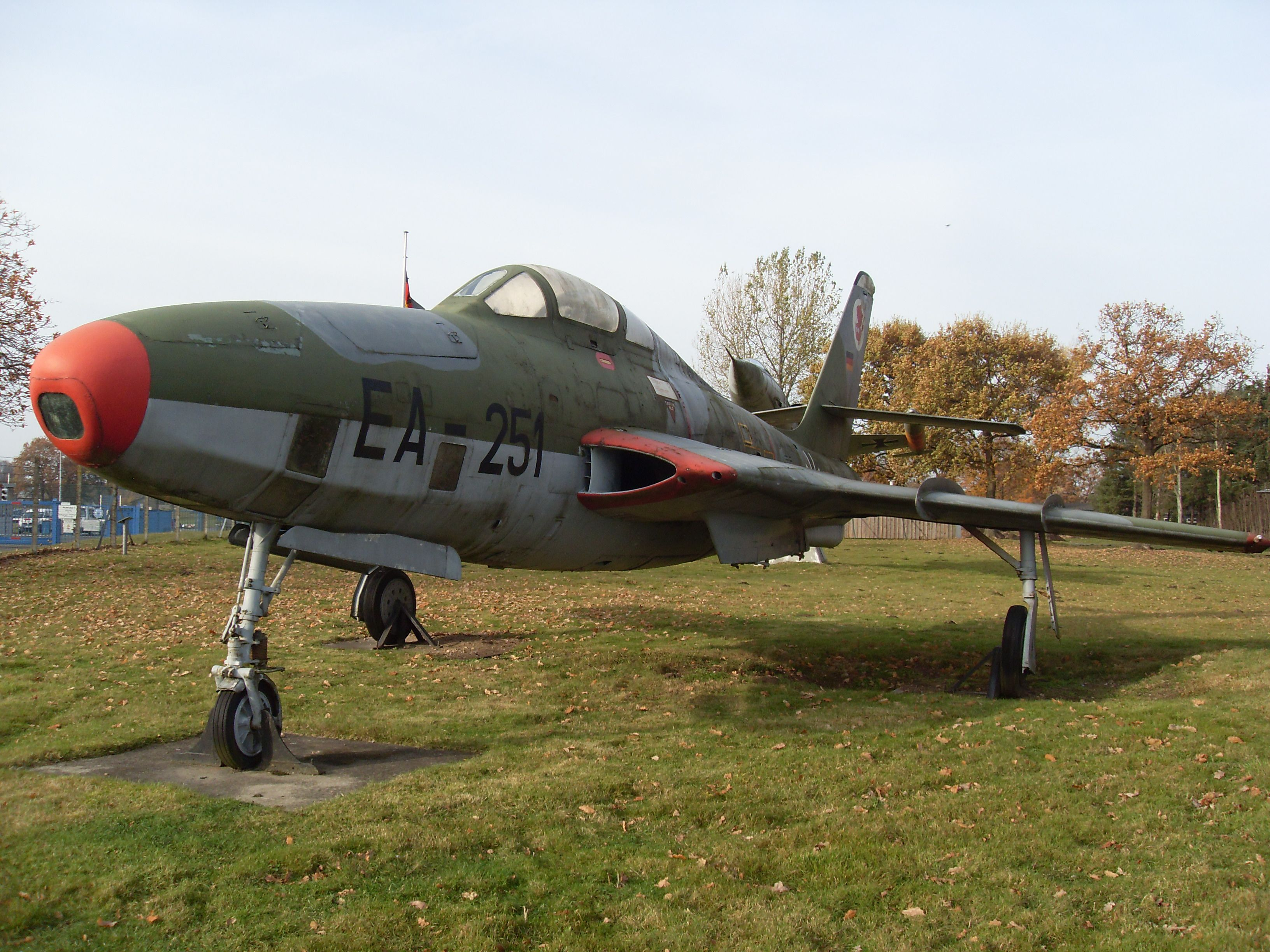
RF-84F Thunderjet alemán con 6 cámaras en el morro cerrado propio de la variante F.

- Fuerza Aérea Belga: 213 aviones utilizados desde 1951.

 Dinamarca
- Real Fuerza Aérea Danesa

 Estados Unidos
- Fuerza Aérea de los Estados Unidos

 Francia
- Ejército del Aire Francés

 Grecia
- Fuerza Aérea Griega

 Irán
- Fuerza Aérea Imperial Iraní

 Italia
- Fuerza Aérea Italiana

 Noruega
- Real Fuerza Aérea Noruega

 Países Bajos
- Real Fuerza Aérea de los Países Bajos

 Portugal
- Fuerza Aérea Portuguesa

 República de China
- Fuerza Aérea Nacionalista China

 Tailandia
- Real Fuerza Aérea Tailandesa

 Turquía
- Fuerza Aérea Turca

 Yugoslavia
- Fuerza Aérea de la República Federal Socialista Yugoslava

## Especificaciones (F-84G Thunderjet)
Referencia datos: Encyclopedia of US Air Force Aircraft and Missile Systems

### Características generales
- Tripulación: Uno (piloto)
- Longitud: 11,6 m (38,1 ft)
- Envergadura: 11,1 m (36,4 ft)
- Altura: 3,8 m (12,6 ft)
- Superficie alar: 24 m² (258,3 ft²)
- Peso vacío: 5200 kg (11 460,8 lb)
- Peso cargado: 8200 kg (18 072,8 lb)
- Peso máximo al despegue: 10 590 kg (23 340,4 lb)
- Planta motriz: 1× Turborreactor Allison J35-A-29.
  - Empuje normal: 24,7 kN (2519 kgf; 5553 lbf) de empuje.

### Rendimiento
- Velocidad máxima operativa (Vno): 1000 km/h (621 MPH; 540 kt)
- Velocidad crucero (Vc): 770 km/h (478 MPH; 416 kt)
- Alcance en combate: 1600 km
- Alcance en ferry: 3200 km con depósitos externos
- Techo de vuelo: 12 350 m (40 518 ft)
- Régimen de ascenso: 19,1 m/s (3760 ft/min)
- Carga alar: 342 kg/m² (70 lb/ft²)

### Armamento
- Ametralladoras: 

  - 6x M3 Browning de 12,7 mm (.50), con 300 proyectiles cada una
- Bombas: Varios tipos, incluyendo 1× bomba nuclear Mark 7

### Aviónica
- Punto de mira A-1CM o A-4 con radar APG-30 o MK-18

## Aeronaves relacionadas

### Desarrollos relacionados
- F-84F Thunderstreak
- Republic XF-84H
- XF-91 Thunderceptor

### Aeronaves similares
- Lockheed F-94 Starfire
- Lockheed P-80 Shooting Star
- Lockheed T-33
- Grumman F9F Panther
- Grumman F9F Cougar
- Dassault Ouragan
- de Havilland Venom
- Gloster Meteor
- Mikoyan-Gurevich MiG-9
- Yakovlev Yak-15

### Secuencias de designación
- Secuencia P-_ (Cazas (Pursuit/Fighter) del USAAC/USAAF/USAF, 1924-1962): ← XP-81 - F-82 - XP-83 - P-84/F-84/F/H - P-85/F-85 - P-86/F-86/D - P-87/F-87 →